# جنت رایت
جنت رایت (انگلیسی: Janet Wright؛ ۸ مارس ۱۹۴۵ – ۱۴ نوامبر ۲۰۱۶) بازیگر و کارگردان نمایش انگلیسی‌الاصل اهل کانادا بود.
از فیلم‌ها یا برنامه‌های تلویزیونی که وی در آن نقش داشته‌است، می‌توان به کاملاً طوفانی، مک‌کیب و خانم میلر، جادوگر، رامونا و بیزوس، مانک، فرشته تاریکی، امیلی در نیومون، به‌سوی جنوب، خانم‌ها و آقایان، لکه‌های شگفت‌انگیز و گوتیک آمریکایی اشاره کرد.